# Конишевский, Михаил Никитич
Михаил Никитич Конишевский (? — 1919) — поручик 51-го Сибирского стрелкового полка, полный георгиевский кавалер. Участник Белого движения на Юге России, штабс-капитан Корниловского ударного полка.

## Биография
Уроженец Черниговской губернии, к 1914 году переселился в Красноярск Енисейской губернии.
С началом Первой мировой войны поступил добровольцем в 51-й Сибирский стрелковый полк, где состоял фельдфебелем команды разведчиков. Награждён Георгиевским крестом 4-й степени
За то, что находясь в прикрытии батареи с другими нижними чинами, открыл место расположения противника, чем дал возможность батарее блестяще обстреливать противника, оказывал мужество и храбрость перед своими товарищами и захватил в плен 2 немцев.
Награждён Георгиевским крестом 2-й степени
За то, что вызвавшись охотником, во время боя 5 июля 1915 у м. Альт-Ауц, под ружейным, пулеметным и артиллерийским огнем противника, установил связь в прорыве между 3-м батальоном и командой разведчиков и, заметив обход двух неприятельских рот во фланг 10-й роты, вовремя предупредил, чем способствовал успешности отхода наших частей.
Поступил в Гатчинскую школу прапорщиков, по окончании которой 12 марта 1916 года был произведен в прапорщики. Состоял в 51-м Сибирском стрелковом полку. Произведен в подпоручики 28 декабря 1916 года, в поручики — 24 апреля 1917 года. Летом 1917 года возглавил Пермский батальон чести, который пополнил состав Корниловского ударного полка 1 августа 1917 года.
В Гражданскую войну участвовал в Белом движении на Юге России, в Добровольческой армии и ВСЮР — в Корниловском ударном полку. С 26 декабря 1918 года произведен в штабс-капитаны. Убит около 9 июня 1919 года под станцией Енакиево.

## Награды
- Георгиевский крест 4-й ст. (№ 57481)
- Георгиевский крест 3-й ст. (номер неизвестен)
- Георгиевский крест 2-й ст. (№ 27494)
- Георгиевский крест 2-й ст. (№ 12288, вместо креста 2-й ст. № 27494)
- Георгиевский крест 1-й ст. (№ 22613)